# DFW Tornados
DFW Tornados is een Amerikaanse voetbalclub uit Bedford, Texas. De club werd opgericht in 1986 en speelt in de USL Premier Development League, de Amerikaanse vierde klasse.

## Geschiedenis
De club speelt zowel outdoor als indoorvoetbal en werd al twee keer indoorkampioen in de jaren tachtig. De club heeft al een aantal naamswijzigingen achter de rug. Eerst heette de club Garland Genesis en speelde in de stad Garland. Tijdens het eerste seizoen verhuisde de club naar Arlington en nam de naam Addison Arrows aan. In 1990 werd de naam gewijzigd in North Texas United na een nieuwe verhuis naar Dallas-Fort Worth. Na een fusie met de Wacko Kickers werd de naam Fort Worth Kickers aangenomen. In 1991 werd de naam Dallas Kickers en in 1992  Dallas Americans.
Van 1993 tot 1996 werd de naam Dallas/Fort Worth Toros, in 1997 werd het Dallas Toros en in 1998 Texas Toros. In 2000 werd het Texas Rattlers. Een jaar later verhuisde de club naar de Premier Development League en werd Texas Spurs. De huidige naam DFW Tornados werd in 2004 aangenomen.

## Seizoen per seizoen
| Jaar | Divisie | League               | Regulier Seizoen   | Playoffs                | Open Cup            |
| ---- | ------- | -------------------- | ------------------ | ----------------------- | ------------------- |
| 1989 | N/A     | SISL                 | 3de                | Finale                  | Niet meegedaan      |
| 1990 | N/A     | SISL                 | 5de, Eastern       | Niet gekwalificeerd     | Niet meegedaan      |
| 1991 | N/A     | SISL                 | 2nd, Tex-Oma       | halve finale            | Niet meegedaan      |
| 1992 | N/A     | USISL                | 3de, South Central | Sizzling Six            | Niet meegedaan      |
| 1993 | N/A     | USISL                | 3de, South Central | Niet gekwalificeerd     | Niet meegedaan      |
| 1994 | 3       | USISL                | 2de, South Central | Sizzling Nine           | Niet meegedaan      |
| 1995 | 3       | USISL Pro League     | 2de, South Central | Divisional halve finale | Niet meegedaan      |
| 1996 | 3       | USISL Pro League     | 1ste, Central      | Sizzling Six            | Niet meegedaan      |
| 1997 | 3       | USISL D-3 Pro League | 6de, South Central | Niet gekwalificeerd     | Niet gekwalificeerd |
| 1998 | 3       | USISL D-3 Pro League | 2de, South Central | Division halve finale   | Niet gekwalificeerd |
| 1999 | 3       | USL D-3 Pro League   | 2de, Western       | Conference Finale       | Niet gekwalificeerd |
| 2000 | 3       | USL D-3 Pro League   | 1ste, Southern     | Conference kwartfinale  | 2de ronde           |
| 2001 | 4       | USL PDL              | 1ste, Mid South    | Conference halve finale | Niet gekwalificeerd |
| 2002 | 4       | USL PDL              | 2de, Mid South     | Conference halve finale | 1ste ronde          |
| 2003 | 4       | USL PDL              | 4de, Mid South     | Niet gekwalificeerd     | Niet gekwalificeerd |
| 2004 | 4       | USL PDL              | 2de, Mid South     | Conference halve finale | 2de ronde           |
| 2005 | 4       | USL PDL              | 4de, Mid South     | Niet gekwalificeerd     | Niet gekwalificeerd |
| 2006 | 4       | USL PDL              | 2de, Mid South     | Niet gekwalificeerd     | Niet gekwalificeerd |
| 2007 | 4       | USL PDL              | 3de, Mid South     | Niet gekwalificeerd     | Niet gekwalificeerd |
| 2008 | 4       | USL PDL              | 6de, Mid South     | Niet gekwalificeerd     | Niet gekwalificeerd |
| 2009 | 4       | USL PDL              | 6de, Mid South     | Niet gekwalificeerd     | Niet gekwalificeerd |

### Indoor team
| Jaar    | Divisie | League       | Reg. Seizoen       | Playoffs            | Open Cup |
| ------- | ------- | ------------ | ------------------ | ------------------- | -------- |
| 1986/87 | N/A     | SISL Indoor  | 1ste               | Kampioen            | N/A      |
| 1987/88 | N/A     | SISL Indoor  | 4th                | Niet gekwalificeerd | N/A      |
| 1988/89 | N/A     | SISL Indoor  | 1ste, North        | Halve finale        | N/A      |
| 1989/90 | N/A     | SISL Indoor  | 1ste, Tex-Ark-Oma  | Kampioen            | N/A      |
| 1990/91 | N/A     | SISL Indoor  | 3de, Southeast     | Halve finale        | N/A      |
| 1991/92 | N/A     | USISL Indoor | 1ste, Tex-Oma      | Sizzling Four       | N/A      |
| 1992/93 | N/A     | USISL Indoor | 2de, South Central | Sizzling Four       | N/A      |
| 1995/96 | N/A     | USISL Indoor | 5de, Central       | Niet gekwalificeerd | N/A      |
| 2005/06 | N/A     | PASL Indoor  | 2de, South Central |                     |          |
| 2006/07 | N/A     | PASL Indoor  | 1ste South Central |                     |          |
| 2007/08 | N/A     | PASL Indoor  | 3de, South Central |                     |          |